# Buffalo (Kansas)
Buffalo é uma cidade localizada no estado americano de Kansas, no Condado de Wilson.

## Demografia
Segundo o censo americano de 2000, a sua população era de 284 habitantes. 
Em 2006, foi estimada uma população de 278, um decréscimo de 6 (-2.1%).

## Geografia
De acordo com o United States Census Bureau tem uma área de 
0,9 km², dos quais 0,9 km² cobertos por terra e 0,0 km² cobertos por água. Buffalo localiza-se a aproximadamente 264 m acima do nível do mar.

## Localidades na vizinhança
O diagrama seguinte representa as localidades num raio de 24 km ao redor de Buffalo. 